# Tereza Matějčková
Tereza Matějčková (* 18. února 1984) je česká filozofka, novinářka a do roku 2023 vysokoškolská pedagožka.

## Život
Po absolvování Rakouského gymnázia v Praze vystudovala v letech 2002–2007 obor Humanities and Social Sciences na Anglo-American University in Prague a v letech 2007–2012 vystudovala obory filozofie a religionistika na Filozofické fakultě Univerzity Karlovy. V roce 2012 absolvovala tříměsíční stáž pod vedením prof. Klause Viewega na Univerzitě Friedricha Schillera v Jeně. V roce 2016 získala doktorát ve filozofii s disertační prací na téma Grund der Welt in Hegels Phänomenologie des Geistes. V červenci 2023 byla na FF UK jmenována docentkou pro obor filozofie.
Do června 2023 působila jako odborná asistentka pro obor filozofie na Ústavu filozofie a religionistiky Filozofické fakulty Univerzity Karlovy. Během pedagogické činnosti příležitostně spolupracovala s českými médii (například Česká pozice), některé své přednášky nahrála také na YouTube. Stala se členkou redakční rady Filosofického časopisu, spolupracovala s nakladatelstvím ΟΙΚΟΥΜΕΝΗ. Věnuje se také recenzování knih a filmů a také překladatelství z němčiny a angličtiny.
Po ukončení pedagogické činnosti na filozofické fakultě se zaměřila na publikování esejů v časopise Echo24, kde se také věnuje kultuře. Občasně také vystupuje v televizních pořadech a hovoří o filozofii a filozofickém náhledu na dění ve společnosti. Od ledna 2022 pravidelně vystupovala v podcastu Českého rozhlasu Čekání na prezidenta, kde společně s dalšími hosty diskutovala o dění v kampani před prezidentskými volbami 2023.
V roce 2024 získala cenu Magnesia Litera za publicistiku. Porota ocenila její knihu Bůh je mrtev, nic není dovoleno.

## Publikace
- Hegelova fenomenologie světa. Praha : OIKOYMENH, 2018. 373 s. ISBN 978-80-7298-338-4.
- Gibt es eine Welt in Hegels Phänomenologie des Geistes? Tübingen: Mohr Siebeck, 2018. 324 s.
- Lévinas v konfrontaci. Praha : OIKOYMENH, 2019. 279 s. ISBN 978-80-7298-268-4.
- Kdo tu mluvil o vítězství? osm cvičení ve filosofické rezignaci. Praha : Univerzita Karlova, Nakladatelství Karolinum, 2022. 280 s. ISBN 978-80-246-5338-9
- Bůh je mrtev, nic není dovoleno. Praha: Echo Media, 2023. 336 s. ISBN 978-80-9090-770-6